# بوبی بیلارد

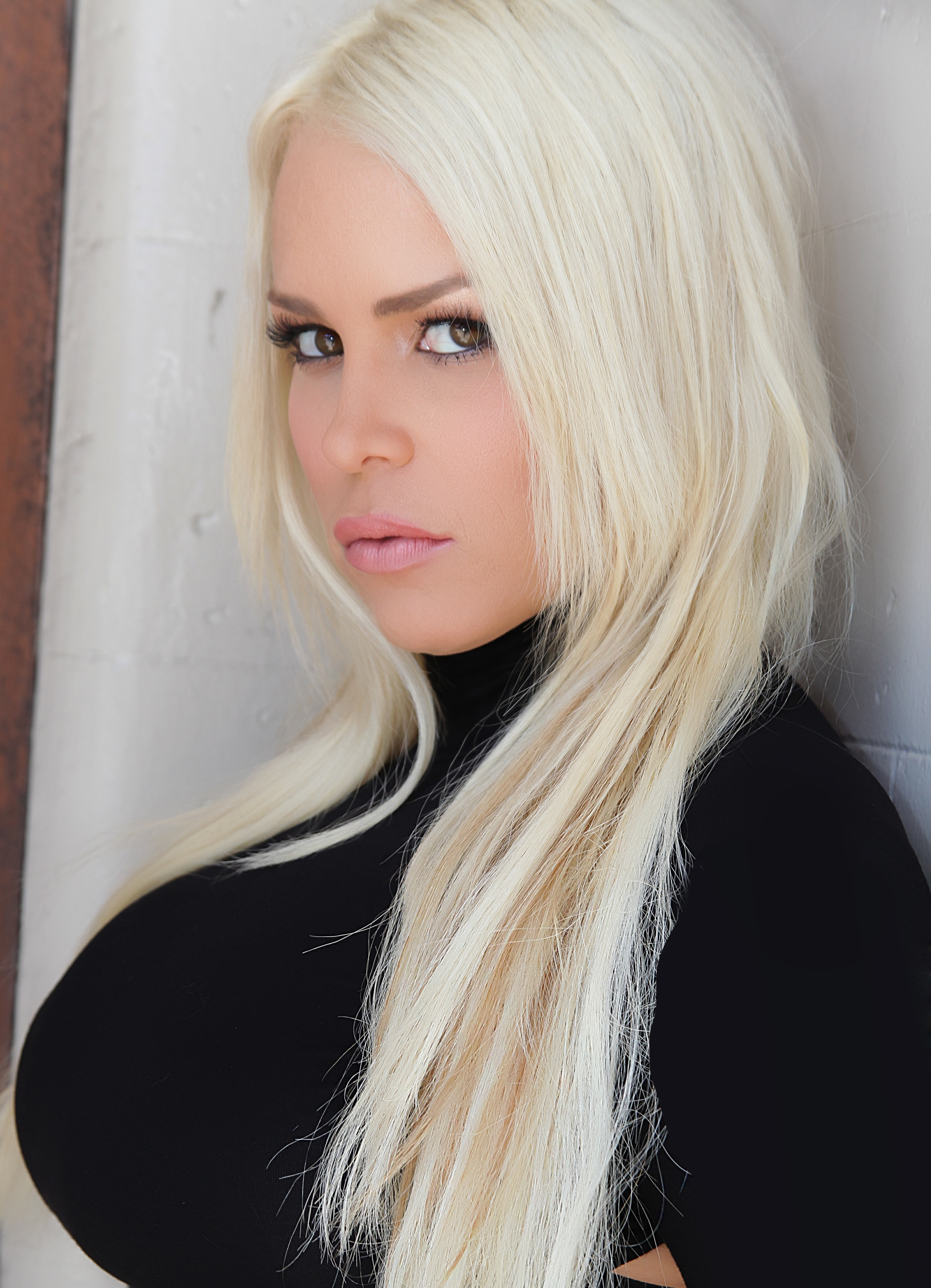
بوبی بیلارد در سال ۲۰۰۷

بوبی بیلارد (به انگلیسی: Bobbi Billard) (با نام اصلی باربارا بیلارد زادهٔ ۱۲ دسامبر ۱۹۷۵) مدل شهوانی و بیکینی و ورزش‌کار کشتی حرفه‌ای پیشین اهل آمریکا است.
بوبی فعالیت مدلینگ‌اش را از سن ۱۲ سالگی آغاز کرد. او اولین کارش را که برای آن دستمزدی دریافت کرد در سن ۱۹ سالگی انجام داد. پس از آن بر روی جلد مجلهٔ «مینی-تراکین» ظاهر شد و مدتی بعد تصویرش در تقویم‌های مربوط به تبلیغ دوچرخه و میله‌های برق‌گیر خیابانی چاپ شد.
اولین آگهی تلویزیونی که بوبی در آن به ایفای نقش پرداخت متعلق به نوشابه رژیمی دکتر پپر بود که در زمان مسابقات سوپر باول ۱۹۹۹ پخش می‌شد. عکس‌های او تا به‌حال در ۲ مجموعه از کارت‌پستال‌های شرکت بنچ وارمر اینترنشنال چاپ شده‌است و در ویدئوی «دختری در میان دست‌های من» از گروه راک پرآوازهٔ بلوز ترَوِلِر و چند کلیپ از دیگر هنرمندان موسیقی مانند باب سینکلر هم به هنرنمایی پرداخته‌است.
او در مسابقات جهانی کشتی حرفه‌ای زنان با تمی شفیلد ملقب به «سندی» یک تیم ۲نفره را تشکیل می‌دادند و ترکیب‌شان با نام «بیچ پاترول» شناخته می‌شد.
بوبی پس از عضویت در وب‌گاه مای‌اسپیس بیش از ۱ میلیون نام، در لیست دوستان‌اش دارد و از نظر محبوبیت در شبکه‌های اجتماعی اینترنتی یکی از محبوب‌ترین اشخاص دنیا به‌شمار می‌آید. او که زادهٔ آستین تگزاس است در حال حاضر در کالیفرنیا زندگی می‌کند.